# Oxytrita bipars
Oxytrita bipars är en fjärilsart som beskrevs av George Francis Hampson 1907. Oxytrita bipars ingår i släktet Oxytrita och familjen nattflyn. Inga underarter finns listade i Catalogue of Life.